# McDonald et Dodds
McDonald et Dodds (McDonald and Dodds) est une série télévisée policière britannique diffusée depuis le 1er mars 2020 sur ITV. En France et en Afrique francophone, la série est diffusée depuis le 24 octobre 2021 sur France 3.
Commandée à l'origine sous le titre de travail Invisible, deux épisodes ont été tournés au cours de l'été 2019, constituant la base de la première saison, diffusée en mars 2020. Les chiffres d'audience élevés ont permis de commander une deuxième saison pour 2021 et de la diffuser en février 2021. Une troisième saison a été confirmée plus tard et diffusée en juin 2022. En mars 2023, ITV a annoncé que la série était renouvelée pour une quatrième saison, qui devait être diffusée au Royaume-Uni en avril 2024, mais qui a été retardée en raison de désaccords sur le calendrier de programmation. La saison 4 a commencé à être diffusée au Royaume-Uni le 21 juillet 2024, au Danemark le 20 mars 2024 et aux États-Unis le 23 mai 2024. Le 16 janvier 2025, la série a été annulée après quatre saisons en raison d'une baisse d'audience.

## Synopsis
Deux détectives n'ayant rien en commun doivent travailler ensemble. L'inspectrice en chef McDonald et le timide Dodds se lient d'amitié et créent un partenariat divertissant et efficace en s'attaquant à des affaires déroutantes.

## Distribution

### Acteurs principaux
- Tala Gouveia (en) (VF : Audrey Sourdive) : Inspectrice chef Lauren McDonald
- Jason Watkins (VF : Serge Faliu) : Sergent Dodds
- Claire Skinner (en) : Surintendant principal Mary Ormond (saison 3)
- Danyal Ismail : DC Martin Malik (saison 3)
- Charlie Chambers : DC Samuel Goldie (saison 3)
- James Murray (VF : Stéphane Pouplard) : Surintendant principal John Houseman (saisons 1 et 2)
- Jack Riddiford (VF : Clément Moreau) : Agent de police Darren Craig (saisons 1 et 2)
- Lily Sacofsky : Agent de police Milena Paciorkowski (saisons 1 et 2)
- Pearl Chanda (en) : Agent de police Laura Simpson (saison 1)

 Source et légende : version française (VF) sur RS Doublage

## Première saison (2020)

### Épisode 1:La Chute de la maison Crockett
- Royaume-Uni : 1er mars 2020 sur ITV[6]
- France : 24 octobre 2021 sur France 3

- Royaume-Uni : 6,37 millions de téléspectateurs
- France : 2,78 millions de téléspectateurs[7]

- Sebastian Knapp (en) (Seth Murdoch)
- Robert Lindsay (Max Crockett)
- Natalie Mendoza (Mathilde Crockett)

### Épisode 2:Un désert de miroirs
- Royaume-Uni : 8 mars 2020 sur ITV
- France : 31 octobre 2021 sur France 3

- Royaume-Uni : 5,81 millions de téléspectateurs
- France : 2,37 millions de téléspectateurs[8]

- Joanna Scanlan (Kelly Mulcreevy)
- Caroline Catz (Alison Speirs)
- Hugh Dennis (George Holden)
- Freddie Fox (Miles Stevens)

## Seconde saison (2021)

### Épisode 1:Le petit homme qui n'était pas là
- Royaume-Uni : 28 février 2021 sur ITV
- France : 12 février 2023 sur France 3

- Royaume-Uni : 5,93 millions de téléspectateurs
- France : 2,34 millions de téléspectateurs[9]

- Rob Brydon (Roy Gilbert)
- Rupert Graves (Gordon Elmwood)
- Cathy Tyson (Jackie Somner)
- Martin Kemp (Mick Elkins)
- Patsy Kensit (Barbara Graham)

### Épisode 2:Il faut qu'on parle de Doreen
- Royaume-Uni : 7 mars 2021 sur ITV
- France : 19 février 2023 sur France 3

- Royaume-Uni : 5,32 millions de téléspectateurs
- France : 1,8 million de téléspectateurs[10]

- Sharon Rooney (Doreen Warren)
- Shelley Conn (Hilary O'Doyle)
- John Thompson (Jimmy Daly)
- Joy McAvoy (Angela McGruder)
- Kat Rooney (Cath Taylor)

### Épisode 3:Tout n'est pas rose
- Royaume-Uni : 3 juillet 2022 sur ITV
- France : 26 février 2023 sur France 3

- Royaume-Uni : 4,63 millions de téléspectateurs
- France : 2,1 millions de téléspectateurs[11]

- Sarah Parish (Mariel Flynn)
- Rashan Stone (Algernon 'Al' Ford)
- Rosie Day (Rose Boleyn)
- Saira Choudhry (Alliyah)
- Siobhan Hewlett (Penny)

## Troisième saison (2022)

### Épisode 1:Belvédère
- Royaume-Uni : 19 juin 2022 sur ITV
- France : 12 mai 2024 sur France 3

- Royaume-Uni : 4,38 millions de téléspectateurs
- France : 1,84 million de téléspectateurs[12]

- Alan Davies (Pr. George Gillan)
- Siân Phillips (Agnes Gillan)
- Catherine Tyldesley (Kate Porter)
- Caoimhe O'Malley (Elodie Docherty)
- Niall Wright (Liam Fallin)

### Épisode 2:Un milliard  de battements de cœur
- Royaume-Uni : 26 juin 2022 sur ITV
- France : 19 mai 2024 sur France 3

- Royaume-Uni : 4,38 millions de téléspectateurs
- France : 2,00 millions de téléspectateurs[13]

- Paul McGann (Archie Addington)
- Daisy Bevan (Loz Addington)
- Paul Forman (Marco Capone)
- Ben Batt (Philip Henry / inspecteur Ethan Fletcher)
- Bluey Robinson (Gabriel George)

### Épisode 3:Quand la lune se cache
- Royaume-Uni : 10 juillet 2022 sur ITV
- France : 26 mai 2024 sur France 3

- Royaume-Uni : 4,57 millions de téléspectateurs
- France : 1,60 million de téléspectateurs[14]

- Max Bennett (Martin Silver)
- Pearce Quigley (Hector Ingham)
- Gerran Howell (Père Luton)
- Joanna Riding (Maeve Gibney)

## Quatrième saison (2023)

### Épisode 1:Jinxy  chante le blues
- Royaume-Uni : 28 juillet 2024 sur ITV
- France : 4 mai 2025 sur France 3

- Royaume-Uni : 3,22 millions de téléspectateurs
- France : 1,83 million de téléspectateurs[15]

- Hugh Quarshie (Clarence Adderly)
- Charley Webb (Hilary McLean)
- Will Young (Greg DeVere)
- Sophia Myles (Geraldine Bridget DeVere)
- Jared Garfield (Ian Andrews)
- Robert Goodman (Jinxy Jones)

### Épisode 2:La règle de trois
- Royaume-Uni : 21 juillet 2024 sur ITV
- France : 11 mai 2025 sur France 3

- Royaume-Uni : 4,01 millions de téléspectateurs
- France : 1,97 million de téléspectateurs[16]

Invités :
- Pixie Lott (Lola Baker)
- Toby Stephens (Mark Holgate)
- Lydia Leonard (Lucy Holgate)
- Daniel Lapaine (Brad Coleman)
- John Gordon Sinclair (Nevis McLintock)

La saison 4 devait être diffusée sur ITV1 en avril 2024 mais a été retardée en raison de désaccords sur la programmation ; elle a été diffusée sur ITV1 du 21 juillet 2024 au 4 août 2024.

### Épisode 3:Il y a de l'amour dans l'air
- Royaume-Uni : 4 août 2024 sur ITV
- France : 18 mai 2025 sur France 3

- Royaume-Uni : 3,26 millions de téléspectateurs
- France : 2,14 millions de téléspectateurs[17]

- Jason Hughes (Clive Saunders)
- Holli Dempsey (Lilith Wood)
- Lucinda Dryzek (Lynn Wood)
- Richard Harrington (Lenny Wood)
- Victoria Hamilton (Dora Lang)
- Bill Bailey (Paul Watt, voix du DJ radio)

C'est la saison des mariages à Bath, mais une série de morts suspectes perturbe les cérémonies ayant lieu dans toute la ville. Un tueur en série s'en prend-il spécifiquement aux mariages ? La station de radio locale reçoit une série d'appels téléphoniques énigmatiques dans lesquels une personne anonyme menace de planifier d'autres meurtres. Dodds essaie de décoder ces messages, alors que McDonald refait sans cesse le même rêve étrange où elle marche vers l'autel dans une église en robe de mariée. Dodds finit par penser que ce rêve pourrait être la clé de l'énigme, malgré l'incrédulité de l'inspectrice. 